# Zipline (empresa drones de reparto)
Zipline International Inc. es una empresa estadounidense que diseña, fabrica y opera drones de reparto . La empresa opera centros de distribución en Ruanda, Ghana,  Japón,Estados Unidos, Nigeria, Costa de Marfil, y Kenia. Hasta abril de 2024, sus drones han realizado más de un millón de entregas comerciales y han volado más de 110 millones de kilómetros de forma autónoma.
Los drones de la compañía entregan sangre entera, plaquetas, plasma congelado y crioprecipitado, además de vacunas y productos médicos. En septiembre de 2021, más del 75% de entregas de sangre en Ruanda fuera de Kigali utilizaron drones de Zipline. En abril de 2019, en Ghana, la empresa comenzó a utilizar drones para entregar vacunas, sangre y medicamentos. Además, durante la pandemia de COVID-19 en 2020, la Administración Federal de Aviación de EE. UU. (FAA) otorgó una exención de aviación de la Parte 107 a Novant Health (organización asociada a Zipline) para la entrega de suministros médicos y equipos de protección individual (EPI) a instalaciones médicas en Carolina del Norte .
La compañía también ofrece servicios de entrega de productos no médicos, incluidos acuerdos con Walmart que comenzaron en 2021, y con Sweetgreen, que se anunciaron en 2023. Su sitio web muestra usos para restaurantes, supermercados y comercio electrónico.

## Historia

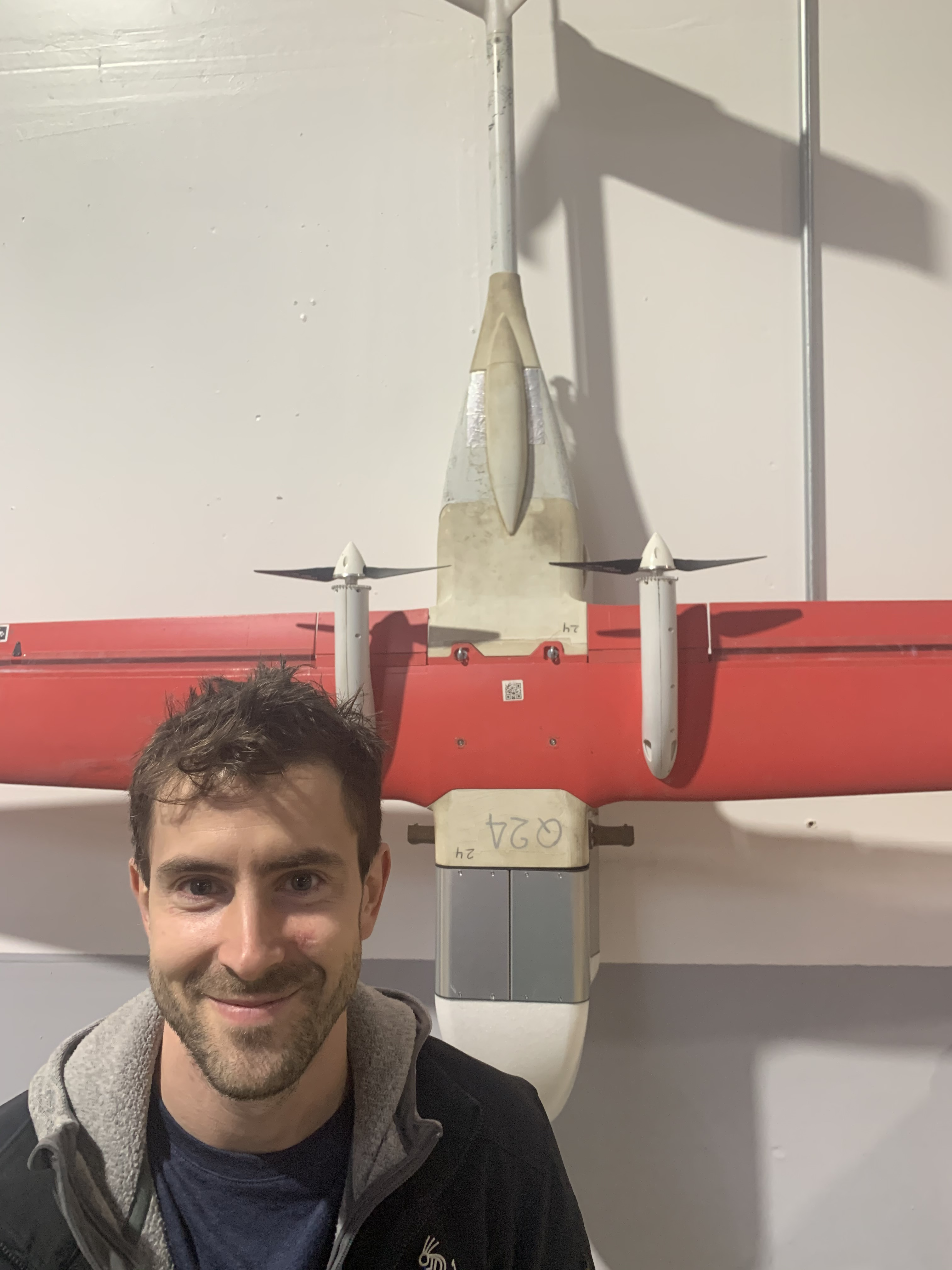
El fundador de Zipline, Keller Rinaudo, junto a un dron de primera generación

- En 2011, Keller Rinaudo Cliffton fundó Romotive, la cual produjo un juguete robótico controlado por iPhone llamado Romo.[11] Los cofundadores Ryan Oksenhorn y William Hetzler se unieron durante esta época.
- En enero de 2014, el equipo decidió cerrar Romotive[12] para explorar una misión de mayor impacto. Keenan Wyrobek  se unió en este momento para ayudar a encontrar la nueva dirección.[13]
- Marzo de 2014: la empresa dio un giro y comenzó a desarrollar un servicio médico de entrega con drones.
- 2016: Zipline firmó un acuerdo con el gobierno de Ruanda para construir un centro de distribución cerca de Muhanga y comenzó sus operaciones comerciales ese mismo año.[13]
- En 2018, el gobierno de Ruanda firmó un nuevo acuerdo para construir un segundo centro de distribución cerca de Kayonza y ampliar el servicio de Zipline para incluir centros de salud más pequeños, además de hospitales y entregar vacunas y otros productos médicos, así como hemoderivados.[14]
- Abril de 2018: Zipline anunció un dron de segunda generación[15] que figuraba en la lista de "Mejores inventos de 2018" de la revista Time.[16]
- Abril de 2019: Zipline abrió sus primeros cuatro centros de distribución planificados en Ghana para abastecer a 2500 centros de salud.[17] El cuarto centro de distribución de Ghana entró en funcionamiento en junio de 2020.[18]
- Mayo de 2019: Zipline recaudó 190 millones en inversión.[19] En septiembre de 2019, el músico Bono se unió a la junta directiva.[20] Según Rinaudo: "La atención sanitaria rural es un desafío en todos los países del mundo, incluidos los Estados Unidos... Ahora se ve a países grandes y ricos, como Estados Unidos, que utilizan a Ruanda como modelo a seguir." [21]
- Zipline fue incluida en las listas Disruptor 50 de CNBC de 2018 (lugar 25), 2019 (lugar 39), 2020 (lugar 7),  2022 (lugar 29),  y 2023 (lugar 25).[22]

- Noviembre de 2020: junto con otras nueve empresas de reparto con drones, la Administración Federal de Aviación de EE. UU. (FAA) seleccionó a Zipline para participar en un programa de certificación de tipo para drones de reparto.[23] Posteriormente, Zipline comenzó a someterse a una certificación de aeronavegabilidad con la Administración Federal de Aviación de EE. UU. que permitiría que su modelo de dron "Sparrow" volara en los EE. UU.[24] [25]
- Febrero de 2021: Zipline anunció que equiparia con congeladores de temperatura ultrabaja sus centros de distribución para permitir la entrega de vacunas COVID-19 sensibles a la temperatura.[26]
- Mayo de 2021: Bloomberg informó que Zipline entregaría vacunas al estado de Cross River y al estado de Kaduna del norte en Nigeria. [27] El mes siguiente, Zipline recaudó 250 millones de dólares en nuevos fondos con una valoración de 2,750 millones de dólares. [28]
- Abril de 2022: la compañía anunció que su socio, Toyota Tsusho, abrió un centro para realizar entregas utilizando equipos Zipline en Japón.[29]
- Junio de 2022: anunciaron un sistema de prevención de colisiones basado en micrófonos para detectar y rastrear aeronaves cercanas.[30]
- Diciembre de 2022: Zipline y el Gobierno de Ruanda anunciaron una asociación ampliada para prestar servicios a todo el país,  con intención de realizar casi 2 millones de entregas y volar más de 200 millones de kilómetros en Ruanda para 2029. [31]
- Marzo de 2023: Zipline anunció su segunda plataforma, llamada Plataforma 2 (P2), la cual es capaz de realizar entregas directamente a hogares en ciudades y suburbios. Sweetgreen, Michigan Medicine y el Gobierno de Ruanda fueron anunciados como clientes iniciales.[10]
- 8 de mayo de 2023: durante una entrevista, Rinaudo-Cliffton reveló que hasta ahora habían volado 64 millones de kilómetros de forma autónoma.[32] [33]
- 23 de septiembre de 2023: la FAA les dio autorización para poder volar en el espacio aéreo estadounidense fuera de la "línea de visión" y, por lo tanto, permitirles realizar entregas. [34]
- 7 de noviembre de 2023: Zipline anunció la entrega que había entregado 1 millón de vacunas.[35]
- Diciembre de 2023: Zipline anunció una asociación que los permitirá realizar entregas en treinta consultorios de médicos de cabecera y residencias de personas mayores en Northumbria, Reino Unido.[36][37]

## Operación

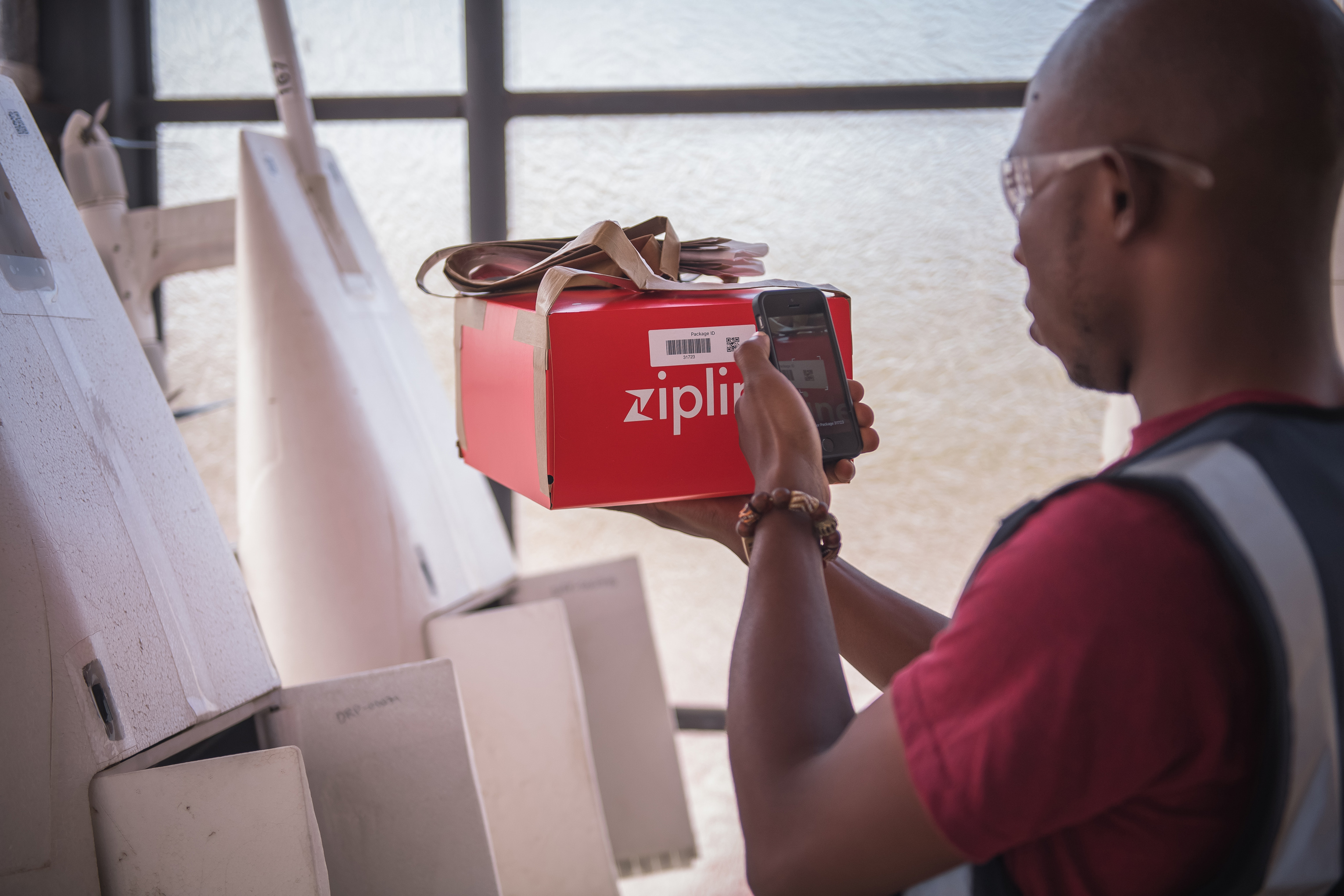
Operador escaneando el paquete antes de cargarlo en el dron para el vuelo

La empresa diseña y fabrica sus drones  además de construir y operar sus centros de distribución, que también sirven como aeropuerto para drones.
El personal médico de hospitales y clínicas remotas realiza pedidos a Zipline.Cuando llega un pedido, primer paso es que un operador de Zipline recibe este pedido y prepara los productos médicos en un paquete de entrega especial con un paracaídas.
A continuación, un operador de vuelo de Zipline carga los productos médicos en un dron y realiza controles previos al vuelo. Posteriormente, el dron se lanza con un lanzador de catapulta eléctrico impulsado por un supercondensador, el cual es capaz de acelerar de 0 a 113 km/h en 0,33 segundos. 
Una vez lanzado, el dron vuela de forma autónoma hasta su lugar de entrega mientras un piloto remoto en cada centro de distribución monitorea todos los drones en vuelo. El dron desciende a 20-35 metros antes de dejar caer el paquete con un paracaídas "Drogue". Una carga útil puede aterrizar dentro de un radio 5 metros de  diámetro del punto de recogida intencionado. Una vez ha soltado la carga, el dron regresa al centro de distribución y aterriza por su gancho de cola atrapando un mecanismo de detención, similar a los aviones que aterrizan en un portaaviones.
Un centro de distribución Zipline puede entregar suministros médicos de manera confiable en un radio de 100 km, incluso teniendo en cuenta el terreno montañoso y condiciones climáticas adversas.

## Especificaciones del dron

### Platform 1

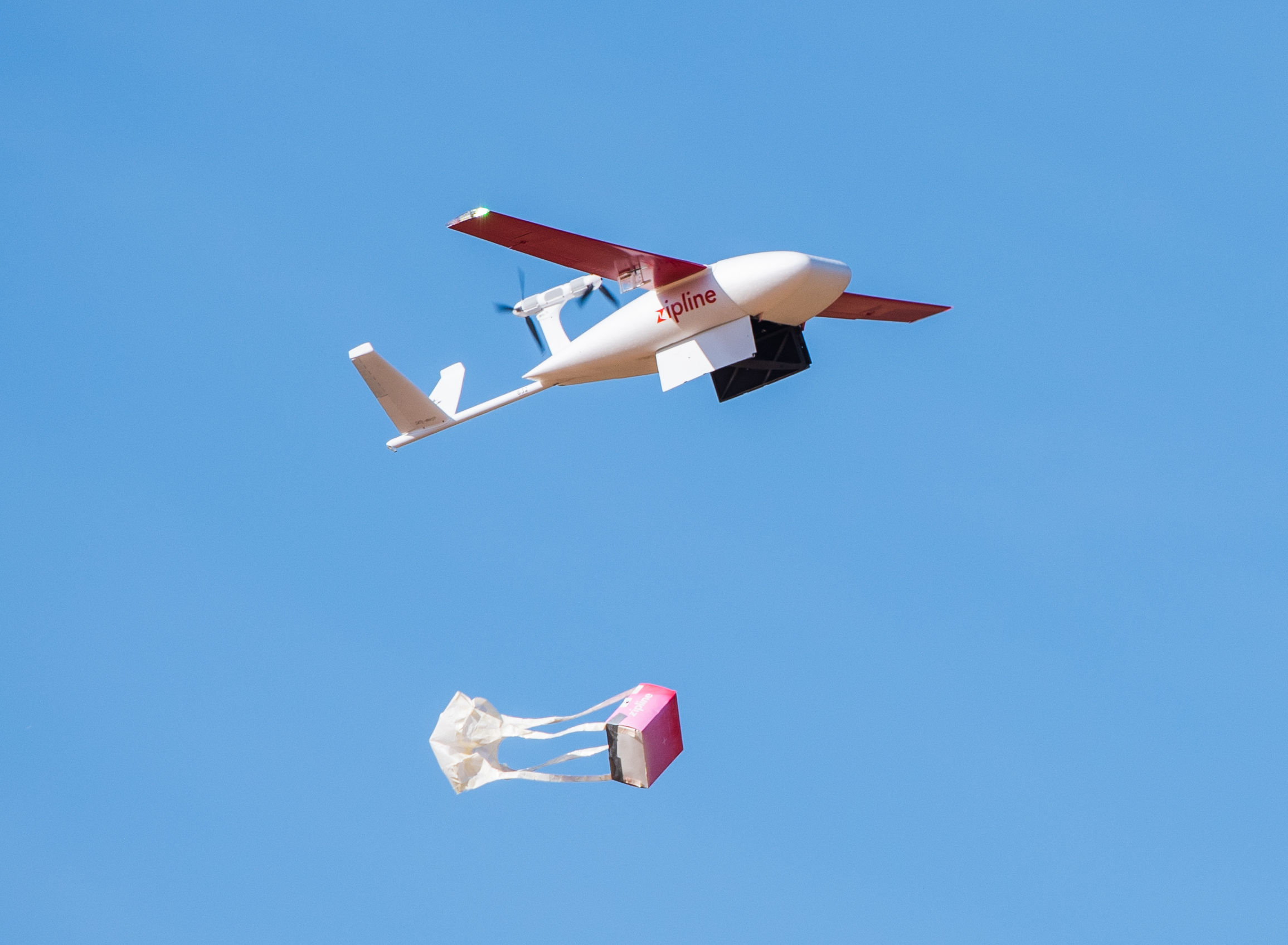
Un dron de la Plataforma 1 lanza un paquete con paracaídas.

El dron navega a 101km/h y a una altitud de 80-120m sobre el nivel del suelo, lo que garantiza que las entregas se realicen en 45 minutos como máximo. El dron puede transportar hasta 1,8 kg de carga y aunque puede volar 300 km cargado, las operaciones se limitan a destinos en un radio máximo de 80 km.
Los drones tienen una batería reemplazable rápidamente, lo que permite un cambio rápido entre vuelos. Tiene un marco interior de fibra de carbono y una carcasa exterior de poliestireno. La envergadura es de 3,4 metros y un peso de 20kg. El dron se lanza desde un riel de acero mediante un motor eléctrico.
Los drones tienen dos hélices para mayor redundancia y pueden volar de forma segura con una sola hélice o motor. Se puede desplegar un paracaídas que es capaz de llevar el dron al suelo si se producen fallos del sistema. Si el dron choca, los componentes externos son frangibles, rompiéndose para liberar energía  e impactar contra el suelo con menos fuerza.
Los drones de Zipline son capaces de alcanzar un nivel 4 de autonomía: la capacidad de completar el viaje de forma autónoma en condiciones ambientales normales sin necesidad de supervisión del piloto.

### Plataform 2
El 15 de marzo de 2023, se anunció una plataforma adicional llamada "Platform 2" que es adecuada para entregas de menor alcance que transportan la entrega por cable en lugar de dejarla caer desde el cielo. El dron puede transportar hasta 3,6 kg de carga dentro de un radio de 16 kilómetros. Es capaz de realizar una entrega más precisa que su generación anterior y puede recargarse de forma autónoma.

## Ubicaciones

### Servicio comercial

#### Ruanda
Zipline opera dos centros de distribución en Ruanda. 
Zipline comenzó las entregas en su primer centro de distribución en Muhanga a finales de 2016. En 2018, el gobierno de Ruanda firmó un nuevo acuerdo para construir un segundo centro de distribución cerca de Kayonza, en la parte oriental del país. Este acuerdo amplió el servicio de Zipline para incluir centros de salud y hospitales más pequeños y entregar vacunas y otros productos médicos y sanguíneos. Zipline abrió el centro de distribución de Kayonza en diciembre de 2018. Con este centro, la compañía esperaba llegar a una cobertura del  80% del país.
Ruanda tiene una geografía montañosa y malas condiciones en las carreteras, lo que hace que un sistema de entrega aérea sea más eficiente que el uso de vehículos terrestres.El coste de la entrega mediante drones es comparable al de la entrega por carretera, especialmente en situaciones de emergencia. Un estudio de 2022 encontró que el servicio de Zipline en Ruanda genera tiempos de entrega más rápidos en comparación con el transporte terrestre existente y un menor desperdicio de componentes sanguíneos en los centros de salud. El estudio encontró que el servicio de entrega con drones de Zipline en Ruanda acortó los tiempos de entrega de productos sanguíneos en un 61%, redujo la caducidad de unidades de sangre en un 67%, y se utilizó con frecuencia en respuesta a emergencias médicas (43% de los pedidos).

#### Ghana
En 2018, Zipline firmó un contrato con el gobierno de Ghana para realizar hasta 600 entregas por día durante cuatro años a un coste de alrededor de 12,5 millones de dólares. En abril de 2019, la presidenta de Ghana , Nana Akufo-Addo, anunció la apertura del primer centro de distribución en Ghana.  El vicepresidente Mahamudu Bawumia lanzó el primer dron Zipline al hospital de Tafo el 24 de abril de 2019. Esta primera entrega contenía un envío de reabastecimiento de vacunas contra la fiebre amarilla para evitar el desabastecimiento.
En 2021, el gobierno de Ghana amplió su contrato con Zipline para agregar cuatro centros de distribución adicionales, lo que eleva a ocho el número total de centros de distribución contratados en el país. Zipline actualmente opera seis centros de distribución en Ghana, que prestan servicios a más de 2.300 centros de salud. Cuando la red esté completa, Zipline podrá prestar servicios a aproximadamente 85% de la población, llegando a más de 3.200 establecimientos de salud en todas las regiones del país.
En marzo de 2022, Zipline anunció que la empresa había entregado más de un millón de dosis de la vacuna COVID-19 mediante drones en Ghana durante el año anterior. Un estudio independiente sobre el impacto de Zipline en el sistema de salud de Ghana encontró que el servicio de entrega con drones de Zipline acortó el desabastecimiento de vacunas en un 60%, disminuyó las oportunidades de vacunación perdidas impulsadas por el inventario en un 42%, disminuyó la cantidad de días en que las instalaciones estuvieron sin suministros médicos críticos un 21%, y aumentó en un 10% los tipos de medicamentos y suministros almacenados en los establecimientos de salud.

#### Estados Unidos
En 2018, Zipline estaba trabajando con la FAA para desarrollar reglas para la operación de drones más allá de la línea de visión.
Durante la pandemia de COVID-19 en 2020, la FAA otorgó una exención de la Parte 107 a Novant Health en asociación con Zipline para la entrega de suministros médicos y equipos de protección personal a instalaciones en Carolina del Norte. La empresa prevé ofrecer entregas médicas a domicilio.
El 18 de noviembre de 2021, Zipline inició un servicio de prueba con Walmart para entregas de compras de comercio electrónico en Pea Ridge, Arkansas. El servicio ofrece entregas en un radio de 80.5 km de un Walmart en Pea Ridge mediante una aplicación móvil.
El 21 de junio de 2022 se otorgó la licencia "Entrega de paquetes por drones (Parte 135)". 
El 4 de octubre de 2022, Zipline inició sus servicios de entrega comercial en Salt Lake City, Utah en asociación con Intermountain Healthcare.
En abril de 2021, Zipline anunció una asociación con un inversor, Toyota Tsusho, para entregar productos médicos en Japón.  Si bien la mayoría de las instalaciones de Zipline cuentan con operadores contratados localmente y empleados por Zipline, las instalaciones en Japón se diferencian en que son operadas por Sora-iina, una empresa del Grupo Toyota Tsusho, y atendidas por empleados de Toyota Tsusho. Zipline proporciona hardware y capacitación en calidad de fabricante de equipo original. La construcción del primer centro de distribución se completó en abril de 2022 en la isla Fukue, islas Gotō. El servicio de entrega con drones suministrará productos médicos y farmacéuticos a instituciones médicas y farmacias en las islas Gotō, que incluyen 140 islas en total (y cinco localidades principales). Se espera que el uso de entregas con drones para garantizar la distribución rutinaria de productos médicos reduzca las opciones actuales de transporte marítimo y aéreo de varias horas a 30 minutos. 

#### Nigeria
En febrero de 2021, Zipline anunció un plan para construir tres centros de distribución en el estado de Kaduna, Nigeria.  Estos centros de distribución tendrían almacenamiento ultrafrío capaz de almacenar de forma segura vacunas contra el COVID-19, para las cuales las instalaciones de salud del estado podrían realizar pedidos a pedido sin necesidad de contar con un sistema de almacenamiento ultrafrío propio. El estado también tiene la intención de utilizar el servicio de Zipline para transportar otros productos de salud, incluida sangre, medicamentos y vacunas. En mayo de 2021, Zipline anunció un acuerdo similar con Cross River State.En febrero de 2022, Zipline anunció otro acuerdo con Bayelsa State.
El primer centro se abrió en el estado de Kaduna en 4 de junio de 2022.

#### Costa de Marfil
En diciembre de 2021, la empresa anunció un acuerdo para abrir cuatro centros de distribución en Costa de Marfil,  recibiendo su licencia para comenzar a operar en enero de 2023.

#### Kenia
En febrero de 2022, la empresa anunció un acuerdo para construir un centro de distribución en Chemelil,  condado de Kisumu .  y comenzó en octubre de ese año, además de suministros médicos entrega productos veterinarios y ADN animal,  atiende a 1012 instalaciones en la región.

### Futuros servicios

#### Ucrania
En junio de 2022, el Ministerio de Salud de Ucrania anunció que se estaban manteniendo conversaciones para asociarse con Zipline para construir diez centros de distribución de Zipline en Ucrania   en áreas como Tlumach.

#### Reino Unido
En febrero de 2024, Zipline publicó anuncios en LinkedIn para "jefe de operaciones de vuelo", "jefe de operaciones comerciales" y "operador de vuelo/técnico de mantenimiento" en Newcastle.

### Demostraciones

#### Australia
Entre el 30 de julio y el 5 de septiembre de 2019, Zipline se asoció con los ejércitos de EE. UU. y Australia y entregó más de 400 suministros de sangre simulados durante simulaciones de víctimas masivas. 